# آناستازیا هارلیک
آناستازیا هارلیک (انگلیسی: Anastasiya Harelik؛ زادهٔ ۲۰ مارس ۱۹۹۱) بازیکن والیبال اهل بلاروس است.